# 울진해양경찰서
울진해양경찰서(蔚珍海洋警察署, Uljin Coast Guard)는 경북 동해안 일부 지역의 해상경비, 해양안전 관리, 해상치안질서 유지, 해양오염 방지 등의 업무를 수행하기 위하여 설립된 해양경찰청 동해지방해양경찰청 소속의 특별지방행정기관으로 울진해양경찰서장은 총경(4급 상당)으로 보한다.

## 조직
| - 기획운영과 - 기획운영계 - 경리계 - 청문감사계 - 정비보급계 - 정보통신계 | - 경비구조과 - 경비구조계 - 상황실 - 해경구조대 - 해양안전과 - 안전관리계 - 교통레저계 | - 정보수사과 - 수사형사과 - 정보외사계 - 해양오염방제과 - 방제계 - 예방지도계 |

## 관할 파출소
울진해양경찰서는 4개 파출소를 관할하고 있다.
| 명칭       | 사진 | 주소                         | 출장소     |
| ---------- | ---- | ---------------------------- | ---------- |
| 죽변파출소 |      | 울진군 죽변면 죽변항길 201   | 오산출장소 |
| 후포파출소 |      | 울진군 후포면 울진대게로 129 | 사동출장소 |
| 축산파출소 |      | 영덕군 축산면 축산항5길 24   | 대진출장소 |
| 강구파출소 |      | 영덕군 강구면 영덕대게로 106 | 구계출장소 |